# Premi BAFTA 2007
La 60ª edizione dei British Academy Film Awards, conferiti dalla British Academy of Film and Television Arts alle migliori produzioni cinematografiche del 2006, ha avuto luogo l'11 febbraio 2007.

## Vincitori e candidati

### Miglior film
- The Queen - La regina (The Queen), regia di Stephen Frears
- Babel, regia di Alejandro González Iñárritu
- The Departed - Il bene e il male (The Departed), regia di Martin Scorsese
- Little Miss Sunshine, regia di Jonathan Dayton e Valerie Faris
- L'ultimo re di Scozia (The Last King of Scotland), regia di Kevin Macdonald

### Miglior film britannico
- L'ultimo re di Scozia (The Last King of Scotland)
- Casino Royale, regia di Martin Campbell
- Diario di uno scandalo (Notes on a Scandal), regia di Richard Eyre
- The Queen - La regina (The Queen)
- United 93, regia di Paul Greengrass

### Miglior film non in lingua inglese
- Il labirinto del fauno (El laberinto del fauno) • Messico/Spagna/USA
- Apocalypto • USA
- Black Book (Zwartboek) • Paesi Bassi/Belgio/Regno Unito/Germania
- Rang De Basanti • India
- Volver • Spagna

### Miglior film d'animazione
- Happy Feet
- Cars - Motori ruggenti (Cars)
- Giù per il tubo (Flushed Away)

### Miglior regista
- Paul Greengrass – United 93
- Jonathan Dayton e Valerie Faris – Little Miss Sunshine
- Stephen Frears – The Queen - La regina (The Queen)
- Alejandro González Iñárritu  – Babel
- Martin Scorsese – The Departed - Il bene e il male (The Departed)

### Miglior attore protagonista
- Forest Whitaker – L'ultimo re di Scozia (The Last King of Scotland)
- Daniel Craig – Casino Royale
- Leonardo DiCaprio – The Departed - Il bene e il male (The Departed)
- Richard Griffiths – The History Boys
- Peter O'Toole – Venus

### Migliore attrice protagonista
- Helen Mirren – The Queen - La regina (The Queen)
- Penélope Cruz – Volver
- Judi Dench – Diario di uno scandalo (Notes on a Scandal)
- Meryl Streep – Il diavolo veste Prada (The Devil Wears Prada)
- Kate Winslet – Little Children

### Miglior attore non protagonista
- Alan Arkin – Little Miss Sunshine
- James McAvoy – L'ultimo re di Scozia (The Last King of Scotland)
- Jack Nicholson – The Departed - Il bene e il male (The Departed)
- Leslie Phillips – Venus
- Michael Sheen – The Queen - La regina (The Queen)

### Migliore attrice non protagonista
- Jennifer Hudson – Dreamgirls
- Emily Blunt – Il diavolo veste Prada (The Devil Wears Prada)
- Abigail Breslin – Little Miss Sunshine
- Toni Collette – Little Miss Sunshine
- Frances de la Tour – The History Boys

### Migliore sceneggiatura originale
- Michael Arndt – Little Miss Sunshine
- Guillermo Arriaga – Babel
- Guillermo del Toro – Il labirinto del fauno (El laberinto del fauno)
- Peter Morgan  – The Queen - La regina (The Queen)
- Paul Greengrass – United 93'

### Migliore sceneggiatura non originale
- Jeremy Brock e Peter Morgan – L'ultimo re di Scozia (The Last King of Scotland)
- Paul Haggis, Neal Purvis e Robert Wade – Casino Royale
- Patrick Marber – Diario di uno scandalo (Notes on a Scandal)
- Aline Brosh McKenna – Il diavolo veste Prada (The Devil Wears Prada)
- William Monahan – The Departed - Il bene e il male (The Departed)

### Migliore fotografia
- Emmanuel Lubezki – I figli degli uomini (Children of Men)
- Barry Ackroyd – United 93
- Phil Meheux – Casino Royale
- Guillermo Navarro – Il labirinto del fauno (El laberinto del fauno)
- Rodrigo Prieto – Babel

### Migliore scenografia
- Geoffrey Kirkland, Jim Clay e Jennifer Williams – I figli degli uomini (Children of Men)
- K.K. Barrett e Véronique Melery – Marie Antoinette
- Eugenio Caballero e Pilar Revuelta – Il labirinto del fauno (El laberinto del fauno)
- Cheryl Carasik e Rick Heinrichs – Pirati dei Caraibi - La maledizione del forziere fantasma (Pirates of the Caribbean: Dead Man's Chest)
- Peter Lamont e Simon Wakefield – Casino Royale

### Migliori musiche
- Gustavo Santaolalla – Babel
- David Arnold – Casino Royale
- Alexandre Desplat – The Queen - La regina (The Queen)
- Henry Krieger – Dreamgirls
- John Powell – Happy Feet

### Miglior montaggio
- Clare Douglas, Christopher Rouse e Richard Pearson – United 93
- Stuart Baird – Casino Royale
- Douglas Crise e Stephen Mirrione – Babel
- Thelma Schoonmaker – The Departed - Il bene e il male (The Departed)
- Lucia Zucchetti – The Queen - La regina (The Queen)

### Migliori costumi
- Lala Huete – Il labirinto del fauno (El laberinto del fauno)
- Consolata Boyle – The Queen - La regina (The Queen)
- Milena Canonero – Marie Antoinette
- Pat Field – Il diavolo veste Prada (The Devil Wears Prada)
- Penny Rose – Pirati dei Caraibi - La maledizione del forziere fantasma (Pirates of the Caribbean: Dead Man's Chest)

### Miglior trucco e acconciature
- Il labirinto del fauno (El laberinto del fauno) – José Quetglás, Blanca Sánchez
- Il diavolo veste Prada (The Devil Wears Prada) – Nicki Ledermann, Angel De Angelis
- Marie Antoinette – Jean-Luc Russier, Desiree Corridoni
- Pirati dei Caraibi - La maledizione del forziere fantasma (Pirates of the Caribbean: Dead Man's Chest) – Ve Neill, Martin Samuel
- The Queen - La regina (The Queen)  – Daniel Phillips

### Miglior sonoro
- Casino Royale – Chris Munro, Eddy Joseph, Mike Prestwood Smith, Martin Cantwell, Mark Taylor
- Babel – José Antonio García, Jon Taylor, Christian P. Minkler, Martín Hernández
- Il labirinto del fauno (El laberinto del fauno) – Martín Hernández, Jaime Baksht, Miguel Ángel Polo
- Pirati dei Caraibi - La maledizione del forziere fantasma (Pirates of the Caribbean: Dead Man's Chest) – Christopher Boyes, George Watters II, Paul Massey, Lee Orloff
- United 93 – Chris Munro, Mike Prestwood Smith, Doug Cooper, Oliver Tarney, Eddy Joseph

### Migliori effetti speciali
- Pirati dei Caraibi - La maledizione del forziere fantasma (Pirates of the Caribbean: Dead Man's Chest) – John Knoll, Hal T. Hickel, Charles Gibson, Allen Hall
- Casino Royale – Steven Begg, Chris Corbould, John Paul Docherty, Ditch Doy
- I figli degli uomini (Children of Men) – Frazer Churchill, Timothy Webber, Mike Eames, Paul Corbould
- Il labirinto del fauno (El laberinto del fauno) – Edward Irastorza, Everett Burrell, David Martí, Montse Ribé
- Superman Returns – Mark Stetson, Neil Corbould, Richard Hoover, Jon Thum

### Miglior cortometraggio
- Do Not Erase, regia di Asitha Ameresekere
- Care, regia di Rachel Bailey, Corinna Faith, Tracy Bass
- Cubs, regia di Lisa Williams, Tom Harper
- Hikikomori, regia di Karley Duffy, Paul Wright
- Kissing, Tickling and Being Bored, regia di David Smith, Jim McRoberts

### Miglior cortometraggio d'animazione
- Guy 101, regia di Ian W. Gouldstone
- Dreams and Desires: Family Ties, regia di Les Mills, Joanna Quinn
- Peter & the Wolf, regia di Hugh Welchman, Alan Dewhurst, Suzie Templeton

### Miglior esordio britannico da regista, sceneggiatore o produttore
- Andrea Arnold (regista) – Red Road
- Julian Gilbey (regista) – Rollin'
- Christine Langan (produttrice) – The Last Hangman
- Gary Tarn (regista) – Black Sun
- Paul Andrew Williams (regista) – London to Brighton

### Orange Rising Star Award per la miglior stella emergente
- Eva Green
- Emily Blunt
- Naomie Harris
- Cillian Murphy
- Ben Whishaw